# باشگاه فوتبال راستهال
باشگاه فوتبال راستهال (به انگلیسی: Rusthall Football Club) یک باشگاه فوتبال در شهر راستهال، کشور انگلستان است که در سال ۱۸۹۹ میلادی تأسیس شده‌است.